# Тотомица
Тотомица — посёлок в Нейском муниципальном округе Костромской области.

## География
Находится в северной части Костромской области на расстоянии приблизительно 15 км на север-северо-запад по прямой от города Нея, административного центра округа на левом берегу реки Нея.

## История
На месте посёлка было займище Шумилково, в 1648 году здесь был отмечен починок Далевский. Посёлок был основан в 1930 году, название (изначально То́томицы) дано было по местной речке Тотемка. Здесь был организован Потрусовский лесопункт и станция узкоколейной железной дороги, существовавшей до 1997 года. До 2021 года посёлок был административным центром Тотомицкого сельского поселения до его упразднения.

## Население
Постоянное население составляло 706 человек в 2002 году (русские 96 %), 436 в 2022.